# Distrito electoral de Cottonwood (condado de McPherson, Nebraska)
Cottonwood (en inglés: Cottonwood Precinct) es un distrito electoral ubicado en el condado de McPherson en el estado estadounidense de Nebraska. En el Censo de 2010 tenía una población de 44 habitantes y una densidad poblacional de 0,12 personas por km².

## Geografía
Cottonwood se encuentra ubicado en las coordenadas 41°29′29″N 101°21′26″O / 41.49139, -101.35722. Según la Oficina del Censo de los Estados Unidos, Cottonwood tiene una superficie total de 372.33 km², de la cual 371.04 km² corresponden a tierra firme y (0.35%) 1.28 km² es agua.

## Demografía
Según el censo de 2010, había 44 personas residiendo en Cottonwood. La densidad de población era de 0,12 hab./km². De los 44 habitantes, Cottonwood estaba compuesto por el 97.73% blancos y el 2.27% pertenecían a dos o más razas.